# Запрудный (Волгоградская область)
Запрудный — посёлок в Новоаннинском районе Волгоградской области России, в составе Панфиловского сельского поселения. Население — 9 (2015). Возник как место компактного поселения российских немцев, к 2002 году русские составляли 42 %, аварцы 37 % населения.

## История
Основан как немецкий хутор Эйгенфельд. Хутор относился к Хопёрскому округу Области Войска Донского. Хутор был основан на войсковой земле 34 отделения. Согласно алфавитному списку населённых мест Области Войска Донского 1915 года земельный надел хутор составлял 1279 десятин, в 14 дворах проживало 49 мужчин и 67 женщин.
С 1928 года хутор — в составе Новоаннинского района Хопёрского округа (упразднён в 1930 году) Нижне-Волжского края (с 1934 года — Сталинградского края). Хутор относился к Нейгемовскому сельсовету. В 1935 году Нейгеймовский сельсовет включён в состав Калининский район Сталинградского края (с 1936 года — Сталинградской области).
В справочнике административно-территориального деления Сталинградского края посёлок значится как Энгенфельд. На топографической карте РККА 1940 года отмечен как Эйгенфельд. На топографической карте 1987 года отмечен как 2-е отделение совхоза «Калининский»
28 августа 1941 года был издан Указ Президиума ВС СССР о переселении немцев, проживающих в районах Поволжья. Немецкое население было депортировано.
В 1950 году Нейгеймовский сельсовет был переименован в Новосельский сельсовет. В 1954 году Панфиловский, Новосельский, Бирючинский сельсоветы были объединены в один Панфиловский, с центром в селе Панфилово. На основании решения Волгоградского облисполкома от 07 февраля 1963 года Калининский район был ликвидирован. Посёлок в составе Панфиловского сельсовета был передан в Новоаннинский район

## Общая физико-географическая характеристика
Посёлок находится в степной местности, в пределах Хопёрско-Бузулукской равнины, являющейся южным окончанием Окско-Донской низменности, при балке Бирючок, на высоте около 140 метров над уровнем моря. Почвы — чернозёмы южные и чернозёмы обыкновенные.
По автомобильным дорогам расстояние до областного центра города Волгоград составляет 250 км, до районного центра города Новоаннинский — 48 км. Ближайшая железнодорожная станция Панфилово Приволжской железной дороги расположена в 10 км к северо-западу в посёлке Панфилово.

## Население
Динамика численности населения по годам:
| 1915 | 1926 | 1936 | 1987 | 2002 |
| ---- | ---- | ---- | ---- | ---- |
| 116  | 183  | 263  | ≈40  | 25   |

| 2010 | 2015 |
| ---- | ---- |
| 7    | ↗9   |

Гендерный состав
По данным Всероссийской переписи населения 2010 года в гендерной структуре населения из 7 человек мужчин — 4, женщин — 3(57,1 и 42,9 % соответственно).
Национальный состав
Согласно результатам переписи 2002 года, в национальной структуре населения
русские составляли 42 %, аварцы 37 % из общей численности населения в 24 человека